# Charles Édouard Delort
 (octobre 2012).
Si vous disposez d'ouvrages ou d'articles de référence ou si vous connaissez des sites web de qualité traitant du thème abordé ici, merci de compléter l'article en donnant les références utiles à sa vérifiabilité et en les liant à la section « Notes et références ».
Charles Édouard Delort né à Nîmes le 4 février 1841 et mort à Saint-Eugène (Algérie) le 6 mars 1895 est un peintre français.

## Biographie
Charles Édouard Delort passe son enfance dans les environs de Bordeaux. En 1853, il entre comme élève à l’École navale, une formation souhaitée par son père. Rebuté par la rude discipline imposée en ce temps-là aux marins, l’adolescent renonce vite aux études pour se tourner vers une carrière artistique. Il gagne Paris où Jean-Léon Gérôme, un peintre ami de sa famille, facilite son admission dans l’atelier de Charles Gleyre.
Peintre au style éclectique, peignant des paysages, composant des scènes historiques ou des scènes de genre plus anecdotiques, il s'installe à la Nicotière à Marlotte, où il invite son ami Armand Charnay (1844-1915) qui s'installe dans le village en 1871.
Il expose pour la première fois au Salon en 1864 et y obtient une médaille de seconde classe en 1882, avant d'être récompense par la croix en 1889.
Son premier succès date du Salon de 1866 ; son tableau, inspiré par Longus, Chloé appelle au son de la flûte les bœufs volés par les pirates, Daphnis, se prenant à leurs cornes, est porté par eux.
Il est nommé chevalier de la Légion d'honneur en 1888.
Il meurt chez son frère à Saint-Eugène en Algérie, le 6 mars 1895.

## Illustrations
- Mme Colomb, L'héritière de Vauclain, Paris, Hachette, 1879.
- La Chasse, illustration de la couverture du Figaro illustré de septembre 1890[3].

Œuvres de Charles Édouard Delort
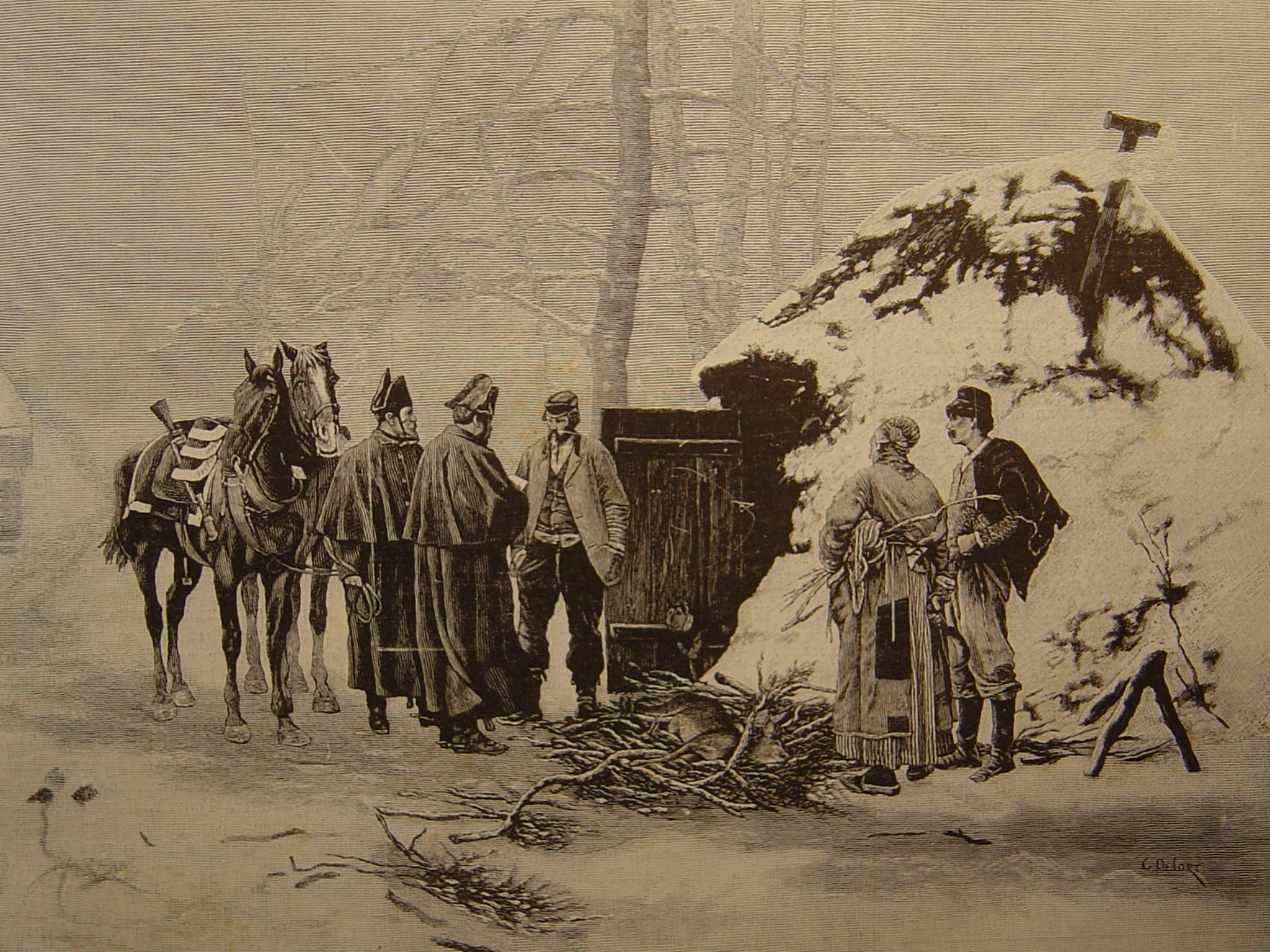
Les Braconniers (1881), localisation inconnue.
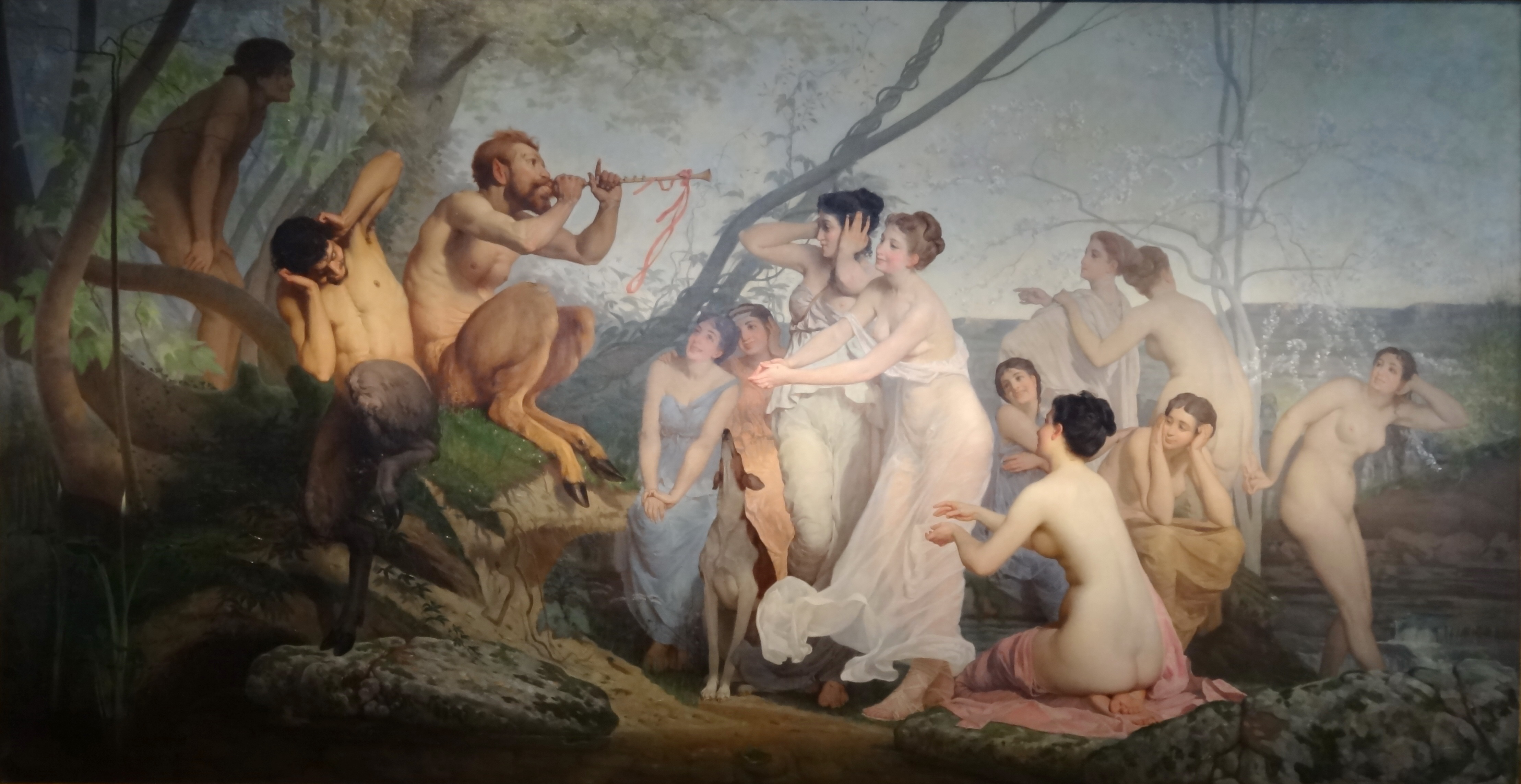
Nymphes et Satyres (1888), Riom, musée Mandet.
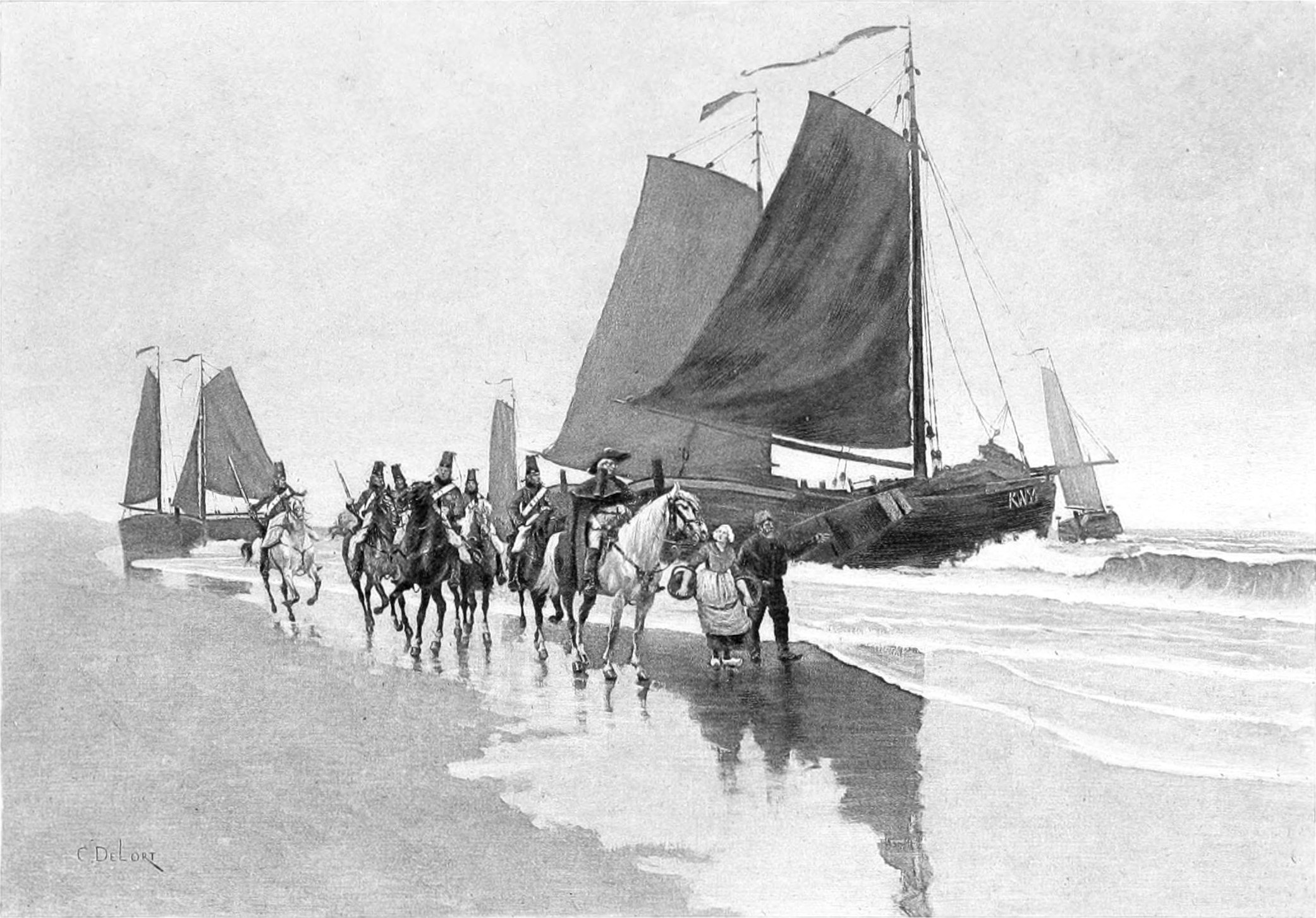
Une reconnaissance sur la plage près de Kalwick (Salon de 1893), localisation inconnue.